# Fife Airport
Fife Airport är ett flygfält i Skottland, ca 3,7 km väster om Glenrothes. Fife Airport ligger 121 meter över havet.
Terrängen runt Fife Airport är platt åt sydost, men åt nordväst är den kuperad.Runt Fife Airport är det tätbefolkat, med 913 invånare per kvadratkilometer. Närmaste större samhälle är Kirkcaldy, 8,3 km söder om Fife Airport. Runt Fife Airport är det i huvudsak tätbebyggt.